# Gertrudis van Meranië
Gertrudis van Andechs-Meranië (Andechs, 1185 — op de berg Pilis, 24 september 1213) was, als eerste vrouw van koning Andreas II, koningin van Hongarije.
Zij was de oudste dochter van hertog Berthold IV van Meranië. Haar zuster Agnes trouwde met de Franse koning Filips August. 

Gertrudis trouwde met Andreas nog vóór 1203. 
Uit haar huwelijk met Andreas II had zij de volgende kinderen:
- Maria van Hongarije (1203-1221), die huwde met tsaar Ivan Asen II van Bulgarije
- Béla IV van Hongarije (1206-1270)
- H. Elisabeth van Hongarije (1207-1231)
- Kálmán, hertog van Kroatië (1208-1241)
- Andreas, koning van Galicië (1210-1234)

Gertrudis werd in 1213 vermoord door opstandige Hongaarse edellieden die haar verweten dat haar familieleden en verwanten een bevoorrechte behandeling kregen aan het hof. Wegens de politieke omstandigheden in Hongarije was de positie van koning Andreas te zwak om de moord op zijn vrouw te wreken, waardoor het pas aan zijn zoon en opvolger Béla toekwam om de moordenaars te vinden en te straffen. Deze campagne voltooide hij dertig jaar na haar dood.
Koningin Gertrudis is de hoofdfiguur in Ferenc Erkels opera, Bánk bán.